# Music Is Magic
Pour plus de détails, voir Fiche technique et Distribution.
Music Is Magic est un film musical américain réalisé par George Marshall et sorti en 1935.

## Synopsis
La revue de la star hollywoodienne Diane De Valle est annulée au Kentucky parce qu'elle ne parvient pas à attirer suffisamment de spectateurs. Le maître de cérémonie Jack Lambert tente de convaincre la chanteuse Peggy Harper du « Harper Trio from Rio » d'aller à Hollywood pour tenter sa chance. Elle préfère continuer à jouer dans des théâtres plutôt que de se retrouver sans travail à Hollywood. Cependant, après que Diane ait laissé entendre que Peggy serait anonyme parmi les milliers d'autres filles à Hollywood, Peggy décide de l'accompagner. 
Quatre semaines plus tard, Jack la convainc d'arrêter, en lui disant qu'il a arrangé la venue du célèbre producteur de Miracle Productions, Ben Pomeroy. Peggy apprend que Jack a seulement découvert que Pomeroy envisage de manger dans un restaurant mexicain et que Jack veut qu'elle y chante pour se faire remarquer. Pendant ce temps, Diane retourne en ville avec sa sœur Shirley, et elles sont accueillies à l'aéroport par Pomeroy et un jeune homme riche, Tony Bennett, qui poursuit Diane tout au long de sa tournée.

## Fiche technique
- Réalisation : George Marshall
- Scénario : d'après une pièce de Jesse Lasky Jr. et Gladys Unger.
- Producteur : John Stone
- Photographie : L. William O'Connell
- Montage : Alex Troffey
- Musique : Oscar Levant
- Production : Fox Film Corporation
- Genre : Film musical[2]
- Durée : 66 minutes
- Distributeur : 20th Century Fox
- Date de sortie :
  - États-Unis : 1er novembre 1935

## Distribution
- Alice Faye : Peggy Harper
- Bebe Daniels : Diane De Valle
- Ray Walker : Jack Lambert
- Frank Mitchell (en) : Peanuts Harper
- Jack Durant : Eddie Harper

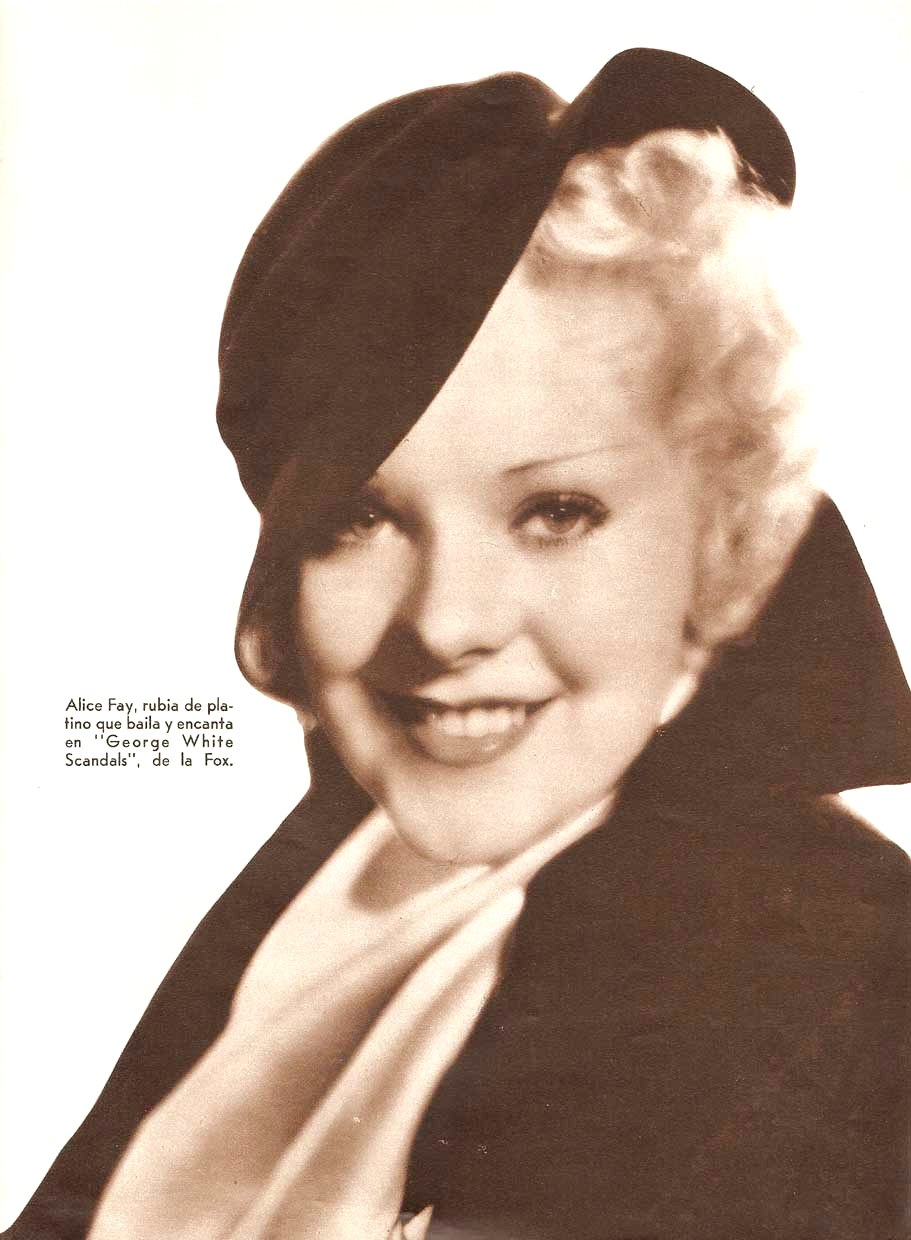
Alice Faye en 1934.

- Rosina Lawrence : Shirley De Valle
- Thomas Beck : Tony Bennett
- Hattie McDaniel : Amanda
- Arline Judge : cliente du théâtre (non créditée)